# Središnja Slovenija (regija)
Središnja Slovenija (slovenski: Osrednjeslovenska regija) je jedna od dvanaest statističkih regija Slovenije. Prema podacima iz 2005. u regiji živi 500.021 stanovnika.
Regija obuhvaća općine:
- Općina Borovnica
- Općina Brezovica
- Općina Dobrepolje
- Općina Dobrova-Polhov Gradec
- Općina Dol pri Ljubljani
- Općina Domžale
- Općina Grosuplje
- Općina Horjul
- Općina Ig
- Općina Ivančna Gorica
- Općina Kamnik
- Općina Komenda
- Općina Litija
- Općina Ljubljana
- Općina Logatec
- Općina Log-Dragomer
- Općina Lukovica
- Općina Medvode
- Općina Mengeš
- Općina Moravče
- Općina Škofljica
- Općina Šmartno pri Litiji
- Općina Trzin
- Općina Velike Lašče
- Općina Vodice
- Općina Vrhnika